# 2011 par pays en Océanie
Les événements de l'année 2011 en Océanie. Cet article traite des événements ayant marqué les pays situés en Océanie.
2009 par pays en Océanie - 2010 par pays en Océanie - 2011 - 2012 par pays en Océanie - 2013 par pays en Océanie
2009 en Océanie - 2010 en Océanie - 2011 en Océanie - 2012 en Océanie - 2013 en Océanie

## Kiribati
- 21 et 28 octobre : élections législatives
- octobre ou novembre : élection présidentielle

## Micronésie
- 8 mars : élections législatives. (Tous les députés sont sans étiquette.)
- 11 mai : élection présidentielle (indirecte) ; Manny Mori, seul candidat, est réélu.

## Niue
- 7 mai : élections législatives ; Toke Talagi est reconduit au poste de premier ministre.

## Nouvelle Calédonie

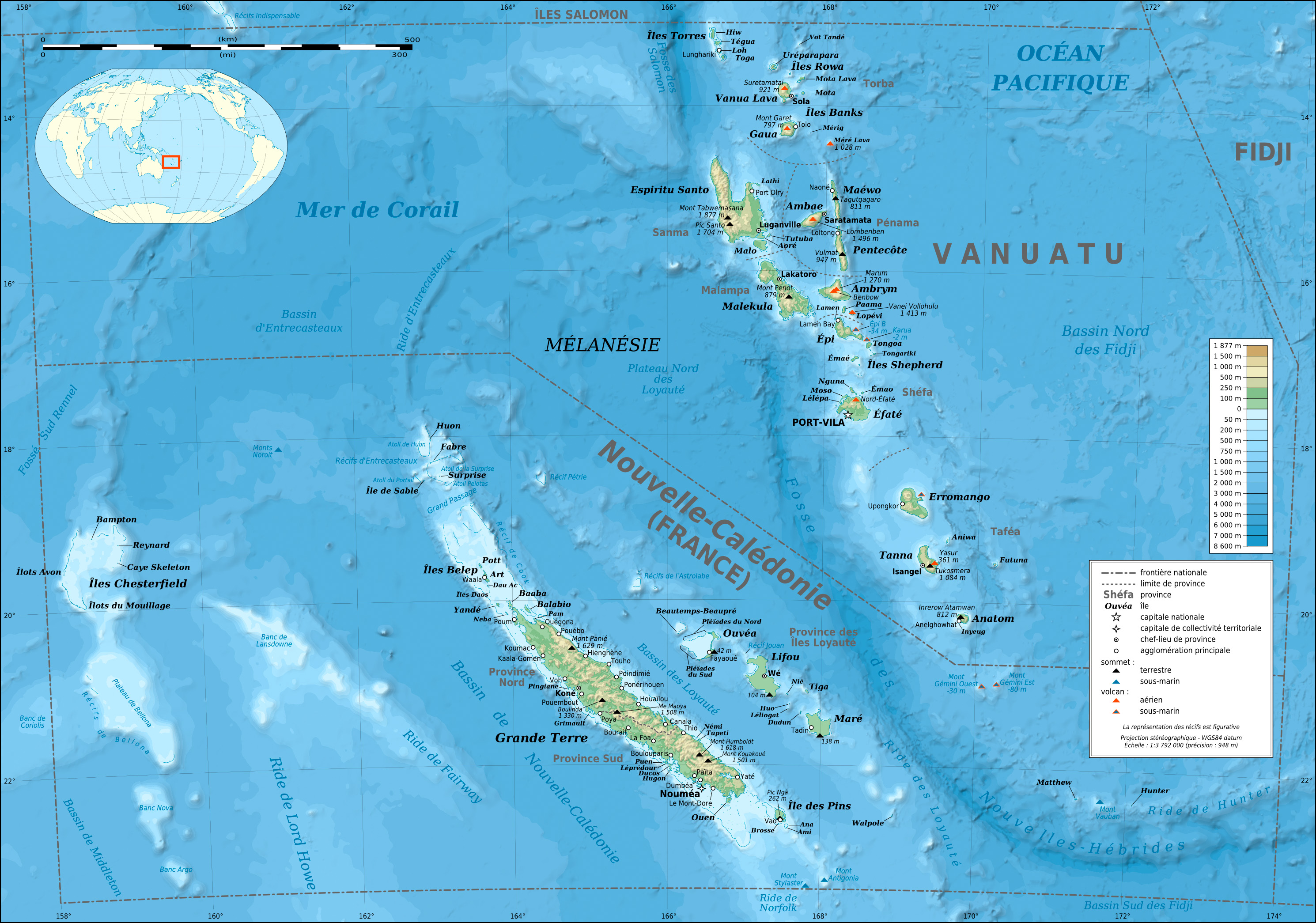
Nouvelle Calédonie et Vanuatu.

## Nouvelle-Zélande
- 22 février : un séisme frappe la région du Canterbury, faisant 181 morts.
- 9 septembre : début de la Coupe du monde de rugby à XV 2011 en Nouvelle-Zélande. Parmi les pays océaniens, outre le pays hôte, l'Australie, les Fidji, les Samoa et les Tonga sont qualifiés. En amont de la compétition, les Fidji protestent contre le refus des autorités néo-zélandaises d'accorder un visa aux joueurs ayant des liens de parenté avec des membres des forces armées fidjiennes, le pays étant sous régime militaire[1],[2].
- 26 novembre : élections législatives couplées à un référendum sur le système électoral.

## Île de Pâques

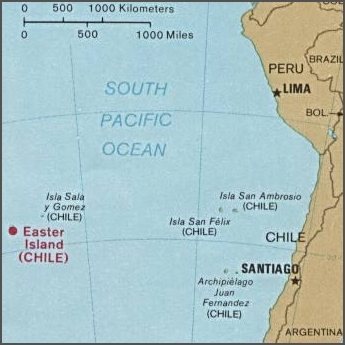
Îles de Pâques et Sala y Gómez

## Îles Salomon

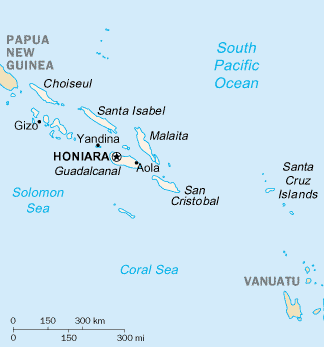
Îles Salomon

- Lundi 7 mars 2011 : fort séisme de magnitude 6,6 au large des îles Salomon.

## Samoa
- 4 mars : élections législatives ; Tuilaepa Sailele Malielegaoi est reconduit au poste de premier ministre, le Parti pour la protection des droits de l'Homme conservant une majorité absolue des sièges.

## Tokelau
- Octobre : l'aide internationale apporte de l'eau aux Tuvalu et aux Tokelau, frappés par la sécheresse. La sécheresse affecte la santé des habitants, ainsi que l'agriculture[3].

## Wallis et Futuna

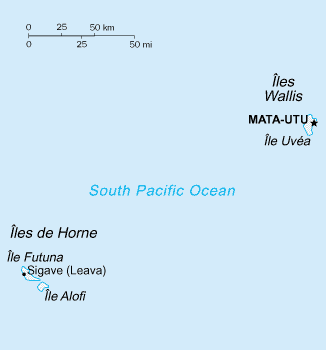
Wallis et Futuna.